# Xanthorhoe obscura
Xanthorhoe obscura är en fjärilsart som beskrevs av Alfred Philpott 1921. Xanthorhoe obscura ingår i släktet Xanthorhoe och familjen mätare. Inga underarter finns listade i Catalogue of Life.